# Municipio de Boy River
El municipio de Boy River (en inglés: Boy River Township) es un municipio ubicado en el condado de Cass en el estado estadounidense de Minnesota. En el año 2010 tenía una población de 86 habitantes y una densidad poblacional de 0,92 personas por km².

## Geografía
El municipio de Boy River se encuentra ubicado en las coordenadas 47°12′58″N 94°5′24″O / 47.21611, -94.09000. Según la Oficina del Censo de los Estados Unidos, el municipio tiene una superficie total de 93.31 km², de la cual 92,76 km² corresponden a tierra firme y (0,59 %) 0,55 km² es agua.

## Demografía
Según el censo de 2010, había 86 personas residiendo en el municipio de Boy River. La densidad de población era de 0,92 hab./km². De los 86 habitantes, el municipio de Boy River estaba compuesto por el 84,88 % blancos, el 12,79 % eran amerindios y el 2,33 % eran de una mezcla de razas. Del total de la población el 1,16 % eran hispanos o latinos de cualquier raza.